# Мачова
Мачова (рум. Maciova) — село у повіті Караш-Северін в Румунії. Входить до складу комуни Константін-Дайковічу.
Село розташоване на відстані 329 км на північний захід від Бухареста, 34 км на північний схід від Решиці, 80 км на схід від Тімішоари.

## Населення
За даними перепису населення 2002 року у селі проживали 458 осіб, з них 454 особи (99,1%) румунів. Рідною мовою 456 осіб (99,6%) назвали румунську.